# District de Nomi
Le district de Nomi (能美郡, Nomi-gun) est un district de la préfecture d'Ishikawa au Japon.
Au 1er février 2014, sa population était de 6 312 habitants pour une superficie de 14,76 km2.

## Commune du district
- Kawakita